# Elinor Holgersson
Elinor Holgersson, född 6 april 1984, är en svensk spjutkastare. Holgersson har varit aktiv i klubbarna IK Pallas och Ystads IF. Hon har studerat på friidrottsgymnasiet vid Borgarskolan i Malmö.
Holgersson hade skadeproblem i rygg och axel under 2001 och 2002, vilket försvårade hennes träning och tävlande. Medan hon hade skadebekymren vann hon guld i spjutkastning under skol-SM 2001 på Stockholms stadion och satte personligt rekord med sitt kast på 47,51 meter.
Hon deltog i den svenska truppen till Ungdoms-OS 2001 i Murcia, där hon slutade på sjunde plats i finalen. Året därpå deltog hon i ett av de svenska ungdomslagen under Finnkampen 2002 och slutade på tredje plats i tävlingen. Hennes skadebekymmer fortsatte trots framgången.
Hennes första JSM-guld kom vid svenska juniormästerskapen i friidrott 2003 i Vellinge där hon vann K19-klassen med ett kast på 46,20 meter, som var årsbästa vid tillfället. Hennes andra JSM-guld kom året därpå när hon vann K22-klassen under svenska juniormästerskapen i friidrott 2004 i Borlänge.
Vid svenska juniormästerskapen i friidrott 2005 i Söderhamn tog hon brons i K22-klassen med ett kast på 45,29 meter.

## Resultatutveckling
| Årtal | Längd | Ref    |
| ----- | ----- | ------ |
| 2001  | 47,51 | [ 12 ] |
| 2002  | 43,55 | [ 13 ] |
| 2003  | 46,20 | [ 14 ] |
| 2004  | 51,34 | [ 15 ] |
| 2005  | 49,56 | [ 16 ] |
| 2006  | 41,06 | [ 17 ] |
| 2007  | 42,54 | [ 18 ] |